# Dichaetomyia buruensis
Dichaetomyia buruensis är en tvåvingeart som beskrevs av Malloch 1929. Dichaetomyia buruensis ingår i släktet Dichaetomyia och familjen husflugor. Inga underarter finns listade i Catalogue of Life.